# Maggie Kigozi
Margaret Blick Kigozi, generalmente conocida como Maggie Kigozi, es una médica ugandesa, asesora empresarial, educadora, y deportista. Es asesora en las Naciones Unidas Organización de Desarrollo Industrial (UNIDO). Anteriormente fue Directora Ejecutiva de la Autoridad de Inversión de Uganda (UIA), de 1999 hasta 2011.

## Biografía
Nació en Fort Portal de George William Blick, un ingeniero civil del Ministerio de Uganda de Trabajos y Transporte y de Molly Johnson Blick, una diseñadora de moda. Ambos padres tuvieron ascendientes ingleses y madres Baganda. Su padre y hermanos son deportistas de motocicleta en Uganda y África del este en los 1960s y 1970s. Margaret misma fue una ávida conductora de motocicleta. Concurrió a la Aga Khan Escuela Primaria en Kampala, al Gayaza Instituto en Wakiso Distrito para su educación media y Kololo Escuela Media Sénior, en Kampala, para su educación de Nivel Adelantada. En 1970, ingresa con 20 años, a la Makerere Escuela Universitaria de Medicina, graduándose en 1974 con el grado de Bachelor de Medicina y Bachelor de Cirugía.

## Historia de trabajo
Siguiendo a una residencia en Uganda,  emigró a Zambia en África del sur, donde practicó como médica, de 1977 a 1979. Regresó a Uganda en 1979 tras la salida de Idi Amin del poder, mas tuvo que huir a Kenia, después de que Milton Obote tomó el poder en 1980. Continuó practicando la medicina en Kenia y en 1986, regresa a Uganda, siguiendo a otro cambio de gobierno en Kampala. Trabajó como médica de miembros del Parlamento de Uganda y sus familias, de 1986 hasta 1994. Se ha especializado en pediatría durante su carrera médica.
En 1994, siguiendo la muerte súbita de su marido, se une a Corona Bottlers Uganda Ltd, como directora de Marketing. Durante su trabajo en Corona Bottlers,  es nombrada miembro del Consejo de la Asociación de Fabricantes de Uganda. Trabajó en la compañía de embotellamiento hasta que fue nombrada Directora Ejecutiva Autoridad de Inversión de la Uganda (UIA) en 1999. Es la primera persona y primera mujer en servir en esa posición en UIA.

## Vida familiar
Antes de dejar Uganda e ir a Zambia en 1977, se casó con Daniel Serwano Kigozi. Juntos  tuvieron tres niños, quiénes son hoy licenciados universitarios. Kigozi murió súbitamente en 1994. Es la madre del músico ugandés de hiphop Navio

## Otras responsabilidades
Además de las responsabilidades ya citadas, Kigozi ha tenido funciones adicionales:
- Jefe Scout de la Uganda Scouts Asociación
- Asocia Profesor de Economía en Makerere Universidad
- Miembro de Alianza Bancaria Global para Mujeres (GBA) Consejo consultivo
- Patrón, Agentes de Cambio de la Uganda y Cuarto de Joven Internacional
- Director del Tablero de Tablero de Promoción de Exportación de Uganda
- Miembro, consejo de administración, Corona Beverages Limitó @– Fabricantes y distribuidores de Pepsi-Cola en Uganda.
- El fundador de Mujeres de Autoridad de Inversión de Uganda Entrepreneurs Red.
- Agente de Punto focal para la Asia de África Foro Empresarial.
- Patrón Red de Diáspora ugandana
- Sportswoman Quién ha representado Uganda en tenis de césped, tenis de mesa, hockey y squash.
- Para un periodo que dirige hasta 2011, Dr. Kigozi era el Canciller de Nkumba Universidad.[7]